# Triflorensia cameronii
Triflorensia cameronii är en måreväxtart som först beskrevs av Cyril Tenison White, och fick sitt nu gällande namn av Sally T. Reynolds. Triflorensia cameronii ingår i släktet Triflorensia och familjen måreväxter. Inga underarter finns listade i Catalogue of Life.